# Empoli FC
Empoli FC, bildad 1920, är en fotbollsklubb i Empoli i Italien. Klubben spelar säsongen 2023/2024 i Serie A.
Historiskt sett har klubben huvudsakligen hållit till i lägre divisioner, men gick upp för första gången i Serie A 1986 med bland andra den svenske anfallaren Johnny Ekström i laget. Sedan dess har Empoli pendlat mellan Serie A och Serie B. Klubben gjorde säsongen 2006/2007 sin hittills bästa säsong med en 7:e plats i Serie A något som kvalificerade laget till spel i Uefacupen säsongen 2007/2008. På grund av den så kallade Serie A-skandalen 2006 var också klubben kvalificerad till spel i Uefacupen säsongen 2006/2007, men valde att tacka nej till att delta.

## Kända spelare
Se också Spelare i Empoli FC
- Antonio Di Natale
- Johnny Ekström
- Francesco Tavano